# Square Sainte-Hélène
Square Sainte-Hélène är en park i Quartier de Clignancourt i Paris 18:e arrondissement. Square Sainte-Hélène är uppkallad efter den närbelägna kyrkan Sainte-Hélène. Parkens ingång är belägen vid Rue Letort 43.

## Omgivningar
- Sainte-Hélène
- Rue Letort
- Rue Esclangon

## Bilder
| - Rue Letort. |

## Kommunikationer
- Tunnelbana – linje  – Porte de Clignancourt
- Busshållplats Porte de Clignancourt – Paris bussnät, linje 56

### Webbkällor
- ”Square Sainte-Hélène”. Paris.fr. https://www.paris.fr/equipements/square-sainte-helene-2687. Läst 27 februari 2021.
- ”Square Sainte-Hélène”. Les rues de Paris. https://www.parisrues.com/rues18/paris-18-square-sainte-helene.html. Läst 27 februari 2021.